# Troisvaux
Troisvaux é uma comuna francesa na região administrativa de Altos da França, no departamento de Pas-de-Calais. Estende-se por uma área de 6,18 km². Em 2010 a comuna tinha 281 habitantes (densidade: 45,5 hab./km²).